# エルトン・フェイズラフ
エルトン・フェイズラフ（Erton Fejzullahu、1988年6月9日 - ）は、ユーゴスラビア（現コソボ）、ミトロヴィツァ出身のアルバニア人サッカー選手。ポジションはフォワード。
エウトン・フェイズラフと表記されることもある。

## 経歴

### ユース
3歳の時にスウェーデンに渡り、カールスハムンで育った。
フーガダルスISの下部組織に所属した後、2005年にFCコペンハーゲンの下部組織に移った。

### クラブ
FCコペンハーゲンで選手になるものの、出場機会はなく、2007年1月、スウェーデンのミャルビーAIFにレンタル移籍。2008年に完全移籍し、2009シーズンには14試合13得点と大躍進した。スヴェンスカ・クッペンでは2部のスーペルエッタンに所属していたミャルビーAIFであったが、彼の得点力も相俟って1部のアルスヴェンスカンに所属するチームを2つ倒した。。
2009年7月17日、オランダ一部リーグNECナイメヘンに4年契約で移籍した。1年目からレギュラーの座を獲得したものの、2年目に失速しラナースFCへのレンタル移籍となった。更にその後も古巣のミャルビーAIFへのレンタル移籍となった。彼は後にこの頃について、精神的にも肉体的にも悪い態勢を取ってしまった事が原因であると述べている。ミャルビーAIFでは15試合6得点と活躍し、レンタル終了時の2012年夏にはミャルビーAIF側は完全移籍での獲得を試みたものの、結局これは実現出来なかった。
ミャルビーAIFは彼の獲得に失敗した他方で、ユールゴーデンIFが彼を獲得、その金額は報じられた所によると総額1000万スウェーデン・クローナであるとされている。2016年夏までの契約で2012年7月31日に移籍した。
2014年、中国の北京国安へレンタル移籍、2015年に完全移籍した。
2016年1月25日に中国サッカー・甲級リーグの大連超越に移籍した。
2017年3月28日、ノルウェーのサルプスボルグ08に移籍した。
2017年7月21日、カルマルFFに移籍した。

### 代表
スウェーデン、アルバニア、コソボの国籍を有している彼であるが、ユース年代はスウェーデン代表でプレイした。
2012年12月にスウェーデン代表に選抜された。2013年1月23日のキングスカップ2013の北朝鮮代表戦で初出場、初得点も達成し1-1の引分に持ち込んだ。PK戦に縺れ込んだ後、この試合は勝利に終わった。
2014年12月に彼はメディアに対し、かつてアルバニア代表からの打診があった事を公表した。彼は民族的にアルバニア人であったからである。しかし、スウェーデン代表としての出場を望んでいたため、このオファーを蹴った。
しかしながら、コソボ代表からの招集は引き受け、2015年10月10日に行われた赤道ギニア代表との親善試合に出場した。なお、コソボは2016年5月まで欧州サッカー連盟ないし国際サッカー連盟に加入していなかった。

## タイトル

### 代表
- キングスカップ：2013